# پارک ملی مونت پاسکوآل
پارک ملی مونت پاسکوآل (به پرتغالی: Parque Nacional e Histórico do Monte Pascoal) یک پارک ملی در برزیل است که در پورتو سگورو واقع شده‌است.

## میراث جهانی
این پارک در فهرست میراث جهانی یونسکو ثبت شده است.